# Сент-Эрблен-2 (кантон)
Сент-Эрблен-2 (фр. Saint-Herblain-2) — кантон во Франции, находится в регионе Пеи-де-ла-Луар, департамент Атлантическая Луара. Входит в состав округа Нант.

## История
Кантон образован в результате реформы 2015 года. В его состав вошли коммуны упраздненных кантонов Орво и Сент-Эрблен-Эст.

## Состав кантона с 22 марта 2015 года
В состав кантона входят коммуны (население по данным Национального института статистики за 2019 г.):
- Орво (27 209 чел.)
- Сент-Эрблен (23 071 чел., восточная половина)

## Политика
На президентских выборах 2022 г. жители кантона отдали в 1-м туре Эмманюэлю Макрону 35,4 % голосов против 24,2 % у Жана-Люка Меланшона и 12,0 % у Марин Ле Пен; во 2-м туре в кантоне победил Макрон, получивший 77,0 % голосов. (2017 год. 1 тур: Эмманюэль Макрон – 33,8 %, Жан-Люк Меланшон – 21,3 %, Франсуа Фийон – 19,2 %, Марин Ле Пен – 10,1 %; 2 тур: Макрон – 83,4 %. 2012 год. 1 тур: Франсуа Олланд — 36,5 %, Николя Саркози — 24,6 %, Жан-Люк Меланшон — 10,9 %; 2 тур: Олланд — 59,7 %).
С 2021 года кантон в Совете департамента Атлантическая Луара представляют член совета города Орво Лоран Дюбос (Laurent Dubost) (Европа Экология Зелёные) и вице-мэр города Сент-Эрблен Фарида Ребу (Farida Rebouh) (Социалистическая партия).
|                | Кандидаты                       | Партия                  | Первый тур | Первый тур     | Второй тур | Второй тур |
| Кол-во голосов | Кандидаты                       | Партия                  | % голосов  | Кол-во голосов | % голосов  |            |
| -------------- | ------------------------------- | ----------------------- | ---------- | -------------- | ---------- | ---------- |
|                | Лоран Дюбос Фарида Ребу         | Левый блок – Зелёные    | 4 123      | 38,69          | 5 951      | 51,15      |
|                | Себастьен Арруэ Александра Жаке | Разные правые           | 3 476      | 32,62          | 5 683      | 48,85      |
|                | Камиль Жафрело Жерар Кас        | Вперёд, Республика!     | 2 307      | 21,65          |            |            |
|                | Невроз Калан Лени Оливье        | Коммунистическая партия | 751        | 7,05           |            |            |

|                | Кандидаты                              | Партия                  | Первый тур | Первый тур     | Второй тур | Второй тур |
| Кол-во голосов | Кандидаты                              | Партия                  | % голосов  | Кол-во голосов | % голосов  |            |
| -------------- | -------------------------------------- | ----------------------- | ---------- | -------------- | ---------- | ---------- |
|                | Мари-Поль Гайоше Бернар Ганье          | Социалистическая партия | 5 336      | 32,56          | 8 130      | 51,63      |
|                | Матьё Аннеро Моник Мезоннёв            | Правый блок             | 5 313      | 32,42          | 7 618      | 48,37      |
|                | Жан-Марк Жермен Жослин Лами            | Национальный фронт      | 2 603      | 15,88          |            |            |
|                | Жан-Себастьян Гиттон Аньес Фуше        | Европа Экология Зелёные | 2 0475     | 12,66          |            |            |
|                | Сандрин Дюпор-Флёримон Кристоф Лансьен | Левый фронт             | 634        | 3,87           |            |            |
|                | Антони Амлен Катель Леон               | Прочие                  | 427        | 2,61           |            |            |